# Tiro nos Jogos Paralímpicos de Verão de 2012 - Pistola de ar 10 m masculino SH1
A prova de pistola de ar 10 metros masculino na classe SH1 do tiro nos Jogos Paralímpicos de Verão de 2012 foi disputada no dia 30 de agosto no The Royal Artillery Barracks, em Londres.

## Medalhistas
| Ouro   | KOR Park Sea-Kyun         |
| Prata  | TUR Muharrem Korhan Yamaç |
| Bronze | KOR Lee Ju-Hee            |

## Resultados

### Fase de qualificação
| Pos. | Atleta                    | 1  | 2  | 3  | 4  | 5  | 6  | Total | Notas |
| ---- | ------------------------- | -- | -- | -- | -- | -- | -- | ----- | ----- |
| 1    | POL Wojciech Kosowski     | 96 | 92 | 94 | 96 | 96 | 94 | 568   | Q     |
| 2    | KOR Lee Ju-Hee            | 95 | 93 | 88 | 98 | 97 | 97 | 568   | Q     |
| 3    | KOR Park Sea-Kyun         | 95 | 97 | 94 | 93 | 94 | 94 | 567   | Q     |
| 4    | THA Bordin Sornsriwichai  | 95 | 91 | 96 | 93 | 94 | 97 | 566   | Q     |
| 5    | TUR Muharrem Korhan Yamaç | 95 | 94 | 91 | 97 | 94 | 95 | 566   | Q     |
| 6    | RUS Sergey Malyshev       | 91 | 95 | 93 | 95 | 95 | 96 | 565   | Q     |
| 7    | SRB Živko Papaz           | 91 | 96 | 92 | 93 | 96 | 95 | 563   | Q     |
| 8    | RUS Valeriy Ponomarenko   | 91 | 91 | 95 | 95 | 97 | 94 | 563   | Q     |
| 9    | CHN Ru Decheng            | 93 | 93 | 91 | 97 | 93 | 95 | 562   |       |
| 10   | CHN Ni Hedong             | 95 | 95 | 95 | 91 | 90 | 96 | 562   |       |
| 11   | TUR Cevat Karagöl         | 93 | 96 | 94 | 93 | 94 | 91 | 561   |       |
| 12   | AUT Hubert Aufschnaiter   | 91 | 94 | 93 | 94 | 95 | 92 | 559   |       |
| 13   | RUS Andrey Lebedinskiy    | 91 | 94 | 92 | 95 | 95 | 92 | 559   |       |
| 14   | USA Eric Hollen           | 94 | 89 | 92 | 94 | 92 | 97 | 558   |       |
| 15   | HUN Gyula Gurisatti       | 98 | 87 | 94 | 92 | 92 | 95 | 558   |       |
| 16   | UKR Vadym Nesterenko      | 95 | 95 | 91 | 90 | 94 | 93 | 558   |       |
| 17   | CUB Marino Heredia        | 95 | 93 | 92 | 92 | 91 | 93 | 556   |       |
| 18   | SUI Paul Schnider         | 96 | 92 | 91 | 93 | 91 | 92 | 555   |       |
| 19   | KOR Seo Young-Kyun        | 94 | 92 | 90 | 98 | 94 | 86 | 554   |       |
| 20   | ESP Soriano San Martín    | 96 | 92 | 90 | 92 | 90 | 94 | 554   |       |
| 21   | AZE Akbar Muradov         | 90 | 93 | 93 | 95 | 93 | 90 | 554   |       |
| 22   | MKD Vanco Karanfilov      | 89 | 92 | 94 | 93 | 93 | 92 | 553   |       |
| 23   | ITA Marco Pusinich        | 93 | 93 | 90 | 91 | 96 | 89 | 552   |       |
| 24   | CHN Li Jianfei            | 88 | 93 | 95 | 90 | 93 | 92 | 551   |       |
| 25   | CYP Evripides Georgiou    | 89 | 92 | 92 | 88 | 90 | 94 | 545   |       |
| 26   | ARG Osvaldo Gentili       | 89 | 89 | 92 | 89 | 95 | 91 | 545   |       |
| 27   | ITA Giancarlo Iori        | 87 | 90 | 97 | 89 | 94 | 86 | 543   |       |
| 28   | GER Frank Heitmeyer       | 79 | 92 | 91 | 91 | 96 | 92 | 541   |       |
| 29   | NOR Bjørn Morten Hagen    | 90 | 91 | 88 | 90 | 90 | 90 | 539   |       |
| 30   | GBR Adrian Bunclark       | 87 | 91 | 88 | 90 | 90 | 91 | 537   |       |
| 31   | TUR Yunus Bahçeci         | 88 | 86 | 88 | 86 | 88 | 91 | 527   |       |

### Fase final
| Pos.   | Atleta                    | Qual. | 1    | 2    | 3    | 4    | 5    | 6    | 7    | 8    | 9    | 10   | Final | Total |
| ------ | ------------------------- | ----- | ---- | ---- | ---- | ---- | ---- | ---- | ---- | ---- | ---- | ---- | ----- | ----- |
| Ouro   | KOR Park Sea-Kyun         | 567   | 10.0 | 10.3 | 9.3  | 10.2 | 10.2 | 9.6  | 9.3  | 9.2  | 9.8  | 9.8  | 97.7  | 664.7 |
| Prata  | TUR Muharrem Korhan Yamaç | 568   | 10.3 | 8.6  | 10.1 | 9.5  | 10.1 | 10.0 | 10.2 | 9.5  | 10.1 | 10.3 | 98.7  | 664.7 |
| Bronze | KOR Lee Ju-Hee            | 567   | 9.1  | 10.3 | 9.0  | 9.4  | 8.7  | 8.8  | 10.6 | 9.6  | 10.3 | 8.9  | 94.7  | 662.7 |
| 4      | THA Bordin Sornsriwichai  | 566   | 9.2  | 9.7  | 10.0 | 10.0 | 8.3  | 10.5 | 9.0  | 10.0 | 10.2 | 9.2  | 96.1  | 662.1 |
| 5      | RUS Valeriy Ponomarenko   | 563   | 9.6  | 9.4  | 9.7  | 8.2  | 10.5 | 10.4 | 10.1 | 10.5 | 10.2 | 9.7  | 98.3  | 661.3 |
| 6      | SRB Živko Papaz           | 563   | 8.7  | 10.1 | 10.2 | 10.2 | 10.0 | 8.7  | 10.3 | 10.8 | 9.6  | 9.1  | 97.7  | 660.7 |
| 7      | POL Wojciech Kosowski     | 568   | 9.4  | 8.0  | 9.7  | 7.0  | 9.7  | 9.1  | 9.5  | 10.0 | 10.2 | 10.1 | 92.7  | 660.7 |
| 8      | RUS Sergey Malyshev       | 565   | 7.9  | 10.2 | 10.8 | 7.9  | 8.0  | 10.7 | 10.6 | 7.6  | 8.4  | 9.7  | 91.8  | 656.8 |

Legenda
| Recorde mundial      | Recorde mundial (World record)               |                       | Recorde africano                      | Recorde africano (African) |                                           | Q | Classificado por posição (Qualified) |
| Recorde paralímpico  | Recorde paralímpico (Paralympic record)      | Recorde da América    | Recorde da América (Americas)         | q                          | Classificado por melhor tempo (Qualified) |   |                                      |
| Melhor marca do ano  | Melhor marca do ano (World leading)          | Recorde asiático      | Recorde asiático (Asian)              | DNS                        | Não largou (Did not start)                |   |                                      |
| Recorde nacional     | Recorde nacional (National record)           | Recorde europeu       | Recorde europeu (European)            | DNF                        | Não terminou (Did not finish)             |   |                                      |
| Recorde pessoal      | Recorde pessoal do atleta (Personal best)    | Recorde da Oceania    | Recorde da Oceania (Oceania)          | DSQ / DQ                   | Desclassificado (Disqualified)            |   |                                      |
| Recorde da temporada | Recorde da temporada do atleta (Season best) | Recorde sul-americano | Recorde sul-americano (South America) | NM                         | Sem marca (No mark)                       |   |                                      |